# 長嶋はるか
長嶋 はるか（ながしま はるか、1987年9月21日 - 2021年5月30日）は、日本の女性声優、歌手。初期は本名の長嶋 陽香で活動していた。

## 略歴
生まれた病院は山形県。生まれてすぐ東京へ引っ越しした。
保育園の頃に一番夢中になっていたテレビアニメ『美少女戦士セーラームーン』であり、将来はセーラームーンになりたいと考えていた。中学時代に本格的に声優になろうと決めて、高校時代はマンガ研究部、演劇部、コーラス部、文科系の三つの部活を掛け持ちしていた。
総合学園ヒューマンアカデミーを卒業後、スリートゥリー所属。2009年に声優デビュー、同年9月にシングル「RAY!Flower」で歌手デビュー。
2021年6月11日、病気療養中であったが2021年5月30日に死去したことを所属事務所が発表した。33歳没。

## 人物
全国総合アニメ文化知識検定試験を受験し3級となっている。
特技は素敵な服をパジャマと言われること、ダンス、歌。趣味はアイドル鑑賞、造形美鑑賞。
目標とする声優は水樹奈々。

## 出演
太字はメインキャラクター。

### テレビアニメ
2009年
- 君に届け（2009年 - 2011年、ヨーコ、ユメ）- 2シリーズ
- 銀魂（生徒B）
- それいけ!アンパンマン（2009年 - 2012年、ネコ美、女の子、子ども）

2010年
- 屍鬼（田中かおり）

2011年
- アスタロッテのおもちゃ!（友達、ボイン）

2013年
- スパロウズホテル（塩川環）

2017年
- アイドル事変（五十鈴川桜）

2018年
- あっくんとカノジョ（ネズモン）

### ゲーム
時期不明
- 龍が如く ONLINE（ヒミコ、和泉千鶴）

2009年
- はち恋 DS版（長嶋はるか）
- 桃色大戦ぱいろん（長嶋はるか）

2012年
- はち恋 アプリ版（一ノ瀬歩）
- マイアといっしょ!（クロム＝モリブデン）

2013年
- ゼッタイ☆スター（マミ）

2014年
- ウチの姫さまがいちばんカワイイ（薬剤姫 マルチ・ヘルシア）

2015年
- アイドル事変（五十鈴川桜）
- アドヴェントガール（鄧艾）
- アルカディアの蒼き巫女（ローラ）
- 車なごコレクション（マツダAZ-1、コペンCero）

2017年
- ソラとウミのアイダ（下神部月葉）
- メギド72

2018年
- 猫のニャッホ 〜ニャ・ミゼラブル〜（ミスタンゲット）

### アプリ
- 目覚ましアプリ もし幼なじみと妹が目覚ましアプリになったら（幼なじみ）

### ドラマCD
- 末期戦少女（2008年、クボ・アキエ海軍主計少佐/臨編陸戦隊隊長）
- 戦勝少女（2008年、マリー・ベイツ陸軍少佐/情報局）
- 真空管ドールコレクション 私立真空管学院 2学期「カフェ・ボルタの惨劇」（2015年、補給式ユリア）

### 吹き替え
- ラスト・シフト/最期の夜勤（2016年、モニカ[21]）
- 持たざるものが全てを奪う HACKER（2017年、キーラ[22]）

### ナレーション
- Gyao 女子ナビ ワザコレ
- すご技 X（まめ蔵）※顔出し出演あり
- FridgeezooFriends（ブタ、リス）

### CM
- 「開放倉庫」イメージキャラクター

### ラジオ
2000年代
- 鷲崎健と長嶋はるかのチェキらぼ（2008年 - 2010年、ラジオ関西）
- 長嶋はるかのアニメ検定への道!〜2級編〜（2008年、ニコニコ動画）
- 長嶋はるかのsweet time（2009年、Akiba.TV）
- なるほど!?長嶋はるかです。（2009年 - 2010年、ニコニコ動画・DAGEチャンネル）

2010年代
- 広橋涼×長嶋はるか×悠りょう（2010年 - 2012年、超!A&G+）
- 長嶋はるかの「想い出100コできるかな!?」（2011年、ニコニコ生放送）
- 美咲市放送局 ヒ・ミ・ツ倶楽部（2012年 - 2013年）
- スパロウズホテル こちらフロントでございます!（2013年、ニコ生）
- 伊福部崇のラジオのラジオ（アシスタント担当、2015年 - 2016年、超!A&G+）

### ラジオCD
- アニたまどっとコム presents 真夏のリレートークCD（2009年8月14日）
- 悠りょう〜NO TITLE NO RA犬（2011年1月11日）

### テレビ番組
- スパロウズホテル ご利用の前に（2013年、AT-X）

### 舞台・朗読劇
- ヒトリシバイナイト（時期不明）
- オズの西遊記（2009年3月、SHOWMAN'S）

### 映像商品
- スパロウズホテル リニューアル 完全版（2014年5月2日、実写番組収録）

## ディスコグラフィ

### シングル
| 枚  | 発売日        | タイトル           | 規格品番   |
| --- | ------------- | ------------------ | ---------- |
| 1st | 2009年7月15日 | RAY!Flower         | BMCS-0006  |
| 2nd | 2010年1月27日 | 虹のラプソディー   | BMCS-0011  |
| 3rd | 2010年8月11日 | 不思議☆ユナイト    | DGBS-10002 |
| 4th | 2013年9月21日 | パジャマじゃない!! | TTR0101-01 |
| 5th | 2016年        | Frequency Melody   |            |
| 6th | 2018年        | 茜橋               |            |

### タイアップ曲
| 楽曲               | タイアップ                                              | 時期   |
| ------------------ | ------------------------------------------------------- | ------ |
| RAY!Flower         | ゲーム『はち恋』主題歌                                  | 2009年 |
| 夢のカケラ         | ラジオ番組『鷲崎健と長嶋はるかのチェキらぼ』主題歌      | 2009年 |
| 虹のラプソディー   | アニメ情報番組『アニソンぷらす』1月度オープニングテーマ | 2010年 |
| Happy Go Lucky!    | ラジオ番組『鷲崎健と長嶋はるかのチェキらぼ』主題歌      | 2010年 |
| 不思議☆ユナイト    | オンライン麻雀ゲーム『桃色大戦ぱいろん』テーマソング    | 2010年 |
| パジャマじゃない!! | アニメ情報番組『アニソンぷらす』?月度オープニングテーマ | 2013年 |
| Frequency Melody   | ラジオ番組『伊福部崇のラジオのラジオ』主題歌            | 2016年 |

### その他参加楽曲
| 発売日        | 商品名                     | 歌                 | 楽曲                 | 備考                                                 |
| ------------- | -------------------------- | ------------------ | -------------------- | ---------------------------------------------------- |
| 2011年1月11日 | 悠りょう〜NO TITLE NO RA犬 | 広橋涼、長嶋はるか | 「君だけのヒロイン」 | ラジオ番組『広橋涼×長嶋はるか×悠りょう』テーマソング |

### キャラクターソング
| 発売日        | 商品名                     | 歌                                           | 楽曲                           | 備考                                   |
| ------------- | -------------------------- | -------------------------------------------- | ------------------------------ | -------------------------------------- |
| 2013年6月28日 | Welcome to Sparrow’s Hotel | 佐藤小百合（茅原実里）、塩川環（長嶋はるか） | 「Welcome to Sparrow’s Hotel」 | テレビアニメ『スパロウズホテル』主題歌 |
| 2013年6月28日 | Welcome to Sparrow’s Hotel | 佐藤小百合（茅原実里）、塩川環（長嶋はるか） | 「Tomorrowcity」               | テレビアニメ『スパロウズホテル』関連曲 |
| 2017年3月22日 | Honey Moon Cafe            | ハニートラップ                               | 「Honey Moon Cafe」            | テレビアニメ『アイドル事変』挿入歌     |
| 2017年3月22日 | Honey Moon Cafe            | ハニートラップ                               | 「恋のhide&seek」              | ゲーム『アイドル事変』関連曲           |

## その他

### コラム
- コラム連載 2次元情報発信サイト『2IS』（2013年9月25日 -）

### 作詞
2009年
- 夢のカケラ

2010年
- 虹のラプソディー
- Happy Go Lucky!
- 君だけのヒロイン（広橋涼と共同作詞・歌）

2011年
- 100 Memories（長嶋はるかと想い出100コできるかな!?の仲間達名羲作詞）

2013年
- パジャマじゃない!!